# Canaan, Connecticut
Canaan är en kommun (town) i Litchfield County i delstaten Connecticut, USA med cirka 1 081 invånare (2000).